# Stephanus le Moine

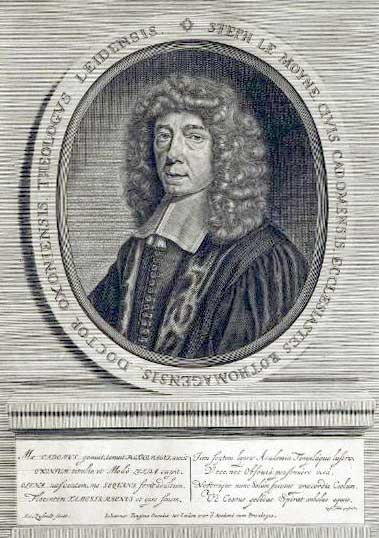
Stephanus le Moine

Stephanus le Moine auch: Étienne Le Moyne, Monachus; (* Oktober 1624 in Caen; † 3. April 1689 in Leiden) war ein französischer reformierter Theologe.

## Leben
Le Moine studierte zunächst an der Akademie Sedan, vermutlich unter Pierre du Moulin (1568–1658). Seine Studien setzte er am 28. Dezember 1644 an der Universität Leiden fort, wo er sich vor allem dem Studium der orientalischen Sprachen und der heiligen Antiquitäten widmete. 1650 kehrte er nach Frankreich zurück und wurde Pfarrer in Gefosse und anschließend in der reformierten Gemeinde in Rouen. Hier erhielt er am 14. März 1673 von den Kuratoren der Leidener Hochschule eine Berufung als Professor der Theologie und Pfarrer der wallonischen Gemeinde in Leiden.
Nachdem er dieses Angebot am 12. Januar 1674 angenommen hatte, wurde er jedoch aufgrund seiner Glaubensüberzeugungen inhaftiert. Er hatte einer Ratsherrentochter, die gezwungen werden sollte ihrem Glauben abzuschwören, zur Flucht nach England verholfen, wo sie den protestantischen Glauben annahm. Nach seiner Freilassung, war er noch 1675 Vizevorsitzender der protestantischen Synode in Caen. Danach begab er sich an die Universität Oxford, wo er 1676 zum Doktor der Theologie promovierte. Nach Leiden zurückgekehrt hielt er am 3. Juli 1676 seine Antrittsrede und beteiligte sich hier 1677/78 als Rektor der Alma Mater auch an den organisatorischen Aufgaben der Hochschule.
Le Moines Werk Varia sacra … wurde am 1. Dezember 1687 und der zweite Teil In Varia Sacra Notae … am 29. Mai 1690 durch die Glaubenskongregation auf den römischen Index gesetzt.

## Werke
- Varia sacra seu sylloge variorum opusculorum graecorum ad rem ecclesiasticam spectantium. Leiden 1685 (books.google.de), 1694 (books.google.de) 2. Teile.
- Epistolam de Melanophoris. Utrecht 1687 (durch Gisbert Cuper herausgegeben, books.google.de).
- Diss. ad Jerem. XXIII. De Jehova Justitia nostra. Dordrecht  1700 (durch v. Til herausgegeben, books.google.de).
- Fragmentorum ex Libro de Universo sub Josephi nomine quondam a Dav. Hoeschelio edito cum Versione. Oxford 1700.
- Oratio De Jesu vero Messia. Leiden 1677.